# Terzolas
Terzolas är en ort och kommun i provinsen Trento i regionen Trentino-Sydtyrolen i Italien. Kommunen hade 637 invånare (2018).